# 브라이언 더틸로
브라이언 로널드 더틸로(영어: Bryan Ronald Dattilo, 1971년 7월 29일 ~ )는 미국의 배우이다. 장수 연속극 《우리 생애 나날들》의 루커스 호턴 역으로 계속 출연중이다.

## 출연 작품
- 아케이드 (1993)
- 우리 생애 나날들 (1965)